# 김범기 (축구인)
김범기(한국 한자: 金範基, 1972년 3월 1일 ~ )는 대한민국의 전 축구 선수이며, 포지션은 미드필더였다.

## 참고 자료
- 전남과학대학교 김범기 감독 부상없이, 후회없이 임하겠다
- 고등리그 이리고' 숭의고에 고전 끝에 2-0승